# Bactrocera nigella
Bactrocera nigella
 es una especie de insecto díptero que Drew describió científicamente por primera vez en 1968. Esta especie pertenece al género Bactrocera de la familia Tephritidae. 